# Idrologia

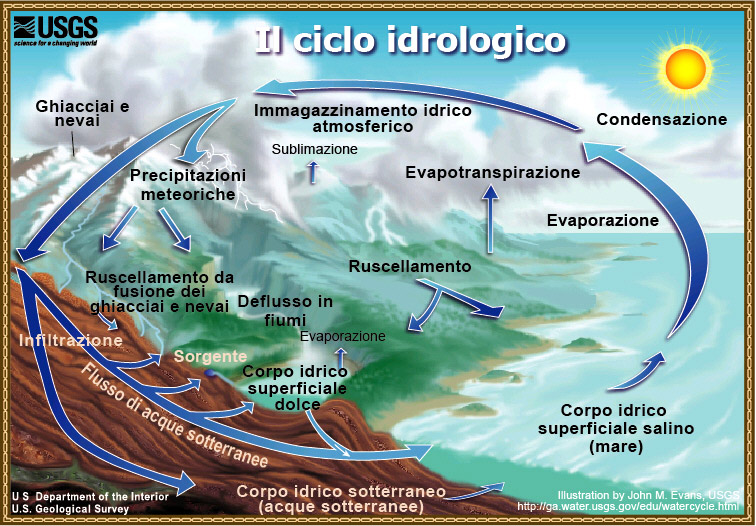
Il ciclo dell'acqua è studiato dall'idrologia

L'idrologia è la scienza che studia la distribuzione, il movimento, la biologia e la chimica delle masse d'acqua del pianeta. Composta da molteplici campi di studio scientifico come l'idrografia, l'idrogeologia, l'idrogeochimica e l'idrobiologia. Benché la conoscenza dei cicli idrologici sia importante per la vita e le attività umane, l'idrologia è una scienza relativamente giovane e a tutt'oggi non esiste una teoria completa, così come esiste, per esempio, una teoria per l'elettromagnetismo. 
Una caratteristica importante di molti flussi del ciclo idrologico è la loro variabilità spaziale e temporale, cosa che li rende ancora più difficili da modellizzare matematicamente. In questo ambito due tecniche legate ai concetti di probabilità hanno grande applicazione: la branca della statistica che si chiama geostatistica e la teoria delle variabili aleatorie. È considerato il padre dell'idrologia moderna lo scienziato Robert Elmer Horton.

## Ciclo idrologico

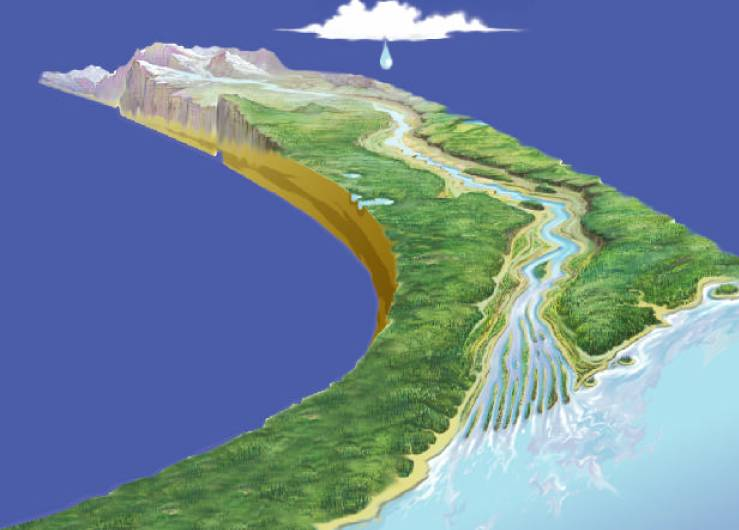
Il movimento dell'acqua intorno, al di sopra e attraverso la Terra è chiamato ciclo dell'acqua.

L'idrologia studia i flussi d'acqua che costituiscono il cosiddetto ciclo idrologico. I flussi dall'atmosfera alla superficie terrestre si chiamano precipitazioni; l'acqua piovuta si infiltra nel suolo o scorre in superficie in rigagnoli, in fiumi, in torrenti o in laghi, o nel sottosuolo, costituendo cosiddetti "deflussi laterali". Si ha infine l'evaporazione dal suolo, dalle superfici idriche, in primis gli oceani, ma anche laghi e altri bacini, e la traspirazione dalle piante e dagli animali, umani compresi; questi flussi sono definiti evapotraspirazione.
Il contributo degli esseri viventi al ciclo idrologico è significativo, infatti, circa la metà dell'entità delle precipitazioni sulle foreste pluviali è dovuta all'evapotraspirazione delle foreste stesse.
I flussi dell'acqua possono essere alterati da attività umane, come quelle agricole o le operazioni di urbanizzazione che presuppongono la deforestazione di vaste aree soprattutto nei Paesi in via di sviluppo (Africa centrale, America del Sud, Indonesia), la costruzione di dighe e l'inquinamento atmosferico.

### Trasporto idrologico
Il movimento dell'acqua è un importante mezzo attraverso il quale alcuni materiali, come il suolo o gli inquinanti, sono trasportati da un luogo all'altro. I punti iniziali attraverso i quali tali materiali entrano nel ciclo dell'acqua possono essere diversi, come uno scarico d'acque di origine umana localizzato o su vasta scala, come pure l'acqua che scorre sul suolo a seguito di una pioggia o di un evento più traumatico (alluvione, inondazione, ecc.). Dagli anni sessanta sono disponibili modelli matematici abbastanza complessi che, grazie ai computer sempre più potenti, facilitano l'analisi del fenomeno. Le classi di inquinanti più comunemente analizzate sono quelle delle sostanze nutritive, dei fitofarmaci, delle sostanze organiche e inorganiche comunemente disciolte in acqua e dei sedimenti.

## Misurazione

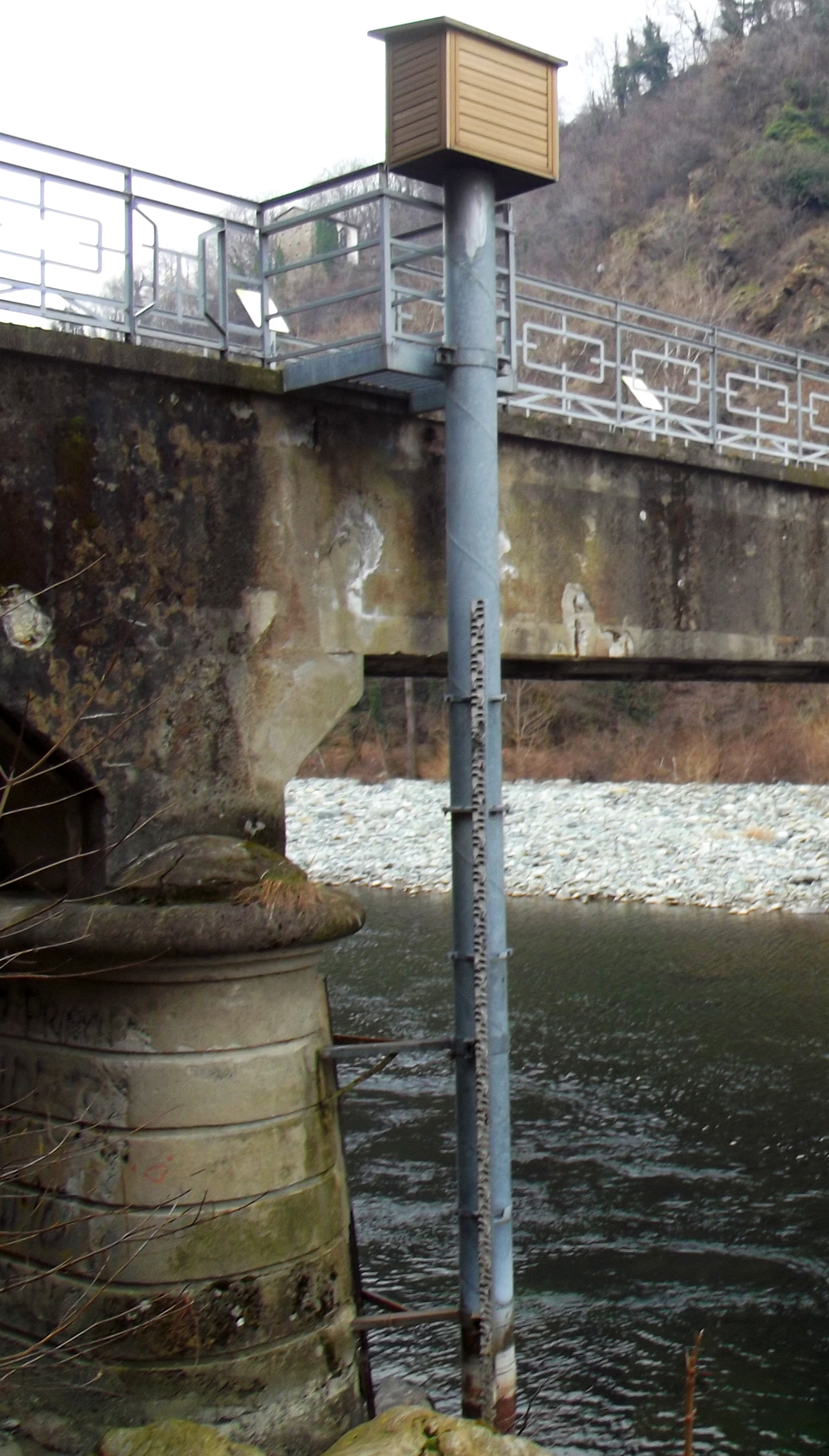
Una capannina per misure idrometriche sul torrente Stura di Lanzo, affluente del Po, in Piemonte.

Il movimento dell'acqua sulla Terra può essere misurato in molti modi per la valutazione delle risorse idriche e per la comprensione del ciclo idrologico. Segue una lista dei dispositivi utilizzati per le misure:
- disdrometro per determinare dimensioni, velocità e distribuzione delle precipitazioni;
- idrometro o misuratore di portata per determinare rispettivamente la quota idrica e la portata dei corsi d'acqua;
- evaporimetro per misurare le caratteristiche fisiche dell'evaporazione;
- infiltrometro consente di determinare la velocità di infiltrazione dell'acqua nel suolo;
- piezometro per misurare la pressione e la profondità della falda freatica;
- radar per valutare le caratteristiche delle nuvole;
- pluviometro per misurare la quantità di pioggia o neve caduta sull'unità di superficie della proiezione del suolo su un piano orizzontale;
- igrometro per misurare l'umidità relativa dell'aria;
- riflettometria nel dominio temporale e il tensiometro consentono di rilevare la quantità d'acqua presente nel suolo;
- satelliti.

### Annali Idrologici
In Italia, un importante contributo alle rilevazioni idrologiche è stato dato dagli Annali Idrologici, emessi dal Servizio idrografico italiano, nati nel 1927 e successori dei Bollettini Idrografici pubblicati dal 1918; essi contengono le osservazioni pluviometriche e idrometriche riportate in tabelle mensili in cui le stazioni di misura sono raggruppate per bacini principali con foce a mare.
Nel secondo dopoguerra e soprattutto in seguito alle alluvioni del Polesine (1951) e di Firenze (1966) hanno cominciato a diffondersi i sistemi di rilevamento automatici pluviometrici e idrometrici, permisero l'inizio delle registrazioni in continuo dei dati.
Dal 1951 le versioni pubblicate divennero comuni ai vari Compartimenti e contenevano anche misure ed elaborazioni termometriche, di bilancio idrologico, freatimetriche, di trasporto solido in sospensione e mareografiche, oltre che, in alcuni casi, informazioni sul vento, pressione atmosferica ed eventi di carattere eccezionale occorsi durante l’anno.
Dal 2003 al 2012, il "progetto Annali" ha previsto l’informatizzazione del contenuto degli Annali Idrologici pubblicati da tutti i compartimenti periferici del SIMN.

## Previsioni
Il monitoraggio e la raccolta dei dati relativi ai fenomeni idrologici e alle caratteristiche quali-quantitavie delle acque superficiali e sotterranee è importante per formulare previsioni sulla disponibilità della risorsa idrica, in modo tale da poterla gestire al meglio (ad esempio regolando la derivazione fluviale o l'emungimento di acqua da pozzi) e per avere le informazioni per progettare opere idrauliche necessarie a soddisfare i bisogni umani, come le traverse fluviali e le dighe.

### Statistiche
Analizzando con appropriate metodologie statistiche le registrazioni, da quelle storiche a quelle più recenti, riguardanti le piogge, la disponibilità d'acqua nei fiumi o nei laghi, è possibile effettuare delle stime sulla tendenza dei fenomeni idrologici. Tali stime saranno tanto più attendibili quanto maggiore è il numero di dati disponibili per la situazione oggetto dello studio. Quando non si hanno a disposizione dati relativi ad un determinato bacino idrografico, ma se ne hanno disponibili di relativi a bacini con caratteristiche simili (climatiche, geomorfologiche, ecc.), si prenderanno i dati relativi al bacino "simile", provvedendo ad eventuali "aggiustamenti" per adattarli al territorio sul quale si sta effettivamente effettuando la previsione. Si presuppone, tuttavia, che le caratteristiche del processo non subiscano variazioni di rilievo. Perciò la prospettiva di alcuni possibili scenari di cambiamenti climatici può porre problemi a questo tipo di calcolo.
Queste stime sono importanti per ingegneri, geologi ed economisti per una corretta analisi del rischio idraulico. Le scelte relative al rischio idraulico possono riguardare investimenti per infrastrutture, determinare le caratteristiche progettuali di sistemi per la distribuzione e smaltimento di acque, e possono determinare vincoli alle attività di urbanizzazione, specialmente nel contesto dei Piani per l'Assetto Idrogeologico (PAI) regionali e dei Piani Regolatori Generali (PRG) conformi alle norme regionali.
Le informazioni statistiche sono utilizzate anche per la progettazione delle dighe al fine di soddisfare le specifiche necessità, in particolare quella agricola, potabile, di acqua di processo industriale, turistica ed energetica.

### Modellazioni
I modelli idrologici sono rappresentazioni concettuali e semplificate di una parte del ciclo idrologico. Sono utilizzati per lo più per le previsioni e per comprendere i processi idrologici. Si possono dividere in due tipologie:
- modelli basati sui dati. Si tratta di sistemi modellati come una scatola nera, utilizzando concetti matematici e statistici per stabilire delle relazioni tra certi ingressi (ad esempio la pioggia) e le uscite (per esempio le acque superficiali). Tecniche comunemente usate includono la regressione, le funzioni di trasferimento e le reti neurali. Questi modelli sono conosciuti come modelli idrologici stocastici;
- modelli basati sulle descrizioni del processo. In questo casi si tenta di rappresentare matematicamente il modello fisico osservato nel mondo reale. Tipicamente si rappresentano il ruscellamento superficiale, il flusso sotterraneo, l'evapotraspirazione e il flusso di canale, ma il modello può diventare molto più complicato di così. Si parla di modelli idrologici deterministici, che possono essere suddivisi in modelli "ad eventi" e modelli "a simulazione continua".